# Рік Данко
Річард Клер "Рік" Данко (29 грудня 1943 — 10 грудня 1999) — канадський музикант, басист, пісняр і співак, найбільш відомий як член гурту The Band.

## Життєпис
Помилково стверджувалося, що Рік Данко народився 9 грудня 1942 року; і, хоча ця дата залишається «офіційною» відповідно до його документів, паспорта і надгробка, згідно зі словами братів Ріка і самого Ріка, він насправді народився в 1943 році (його свідоцтво про народження було видане набагато пізніше з неправильною датою, тому що він народився вдома). Третій з чотирьох синів, Рік народився в Блейні, селянській громаді за межами міста Симко, Онтаріо, в музичній родині українського походження. Слухаючи радіо (як і його майбутні товариші по гурту), він у ранньому віці зазнав впливу музики кантрі та ритм-енд-блюзу. Його музичними героями були Генк Вільямс, а пізніше, Сем Кук. Він також черпав натхнення з музики свого старшого брата Моріса "Молодшого" Данко. Молодший брат Ріка, Террі Данко, також став музикантом. Після вступу до першого класу школи, він виступав із чотириструнним тенор-банджо.
У віці 12 чи 13 років Рік створив Rick Danko Band, а в 14 років він залишив школу, щоб займатися музикою. У 17 років, уже п'ятирічний музичний ветеран, він забронював собі місце на розігріві у Ронні Хокінса, американського рокабілі співака, чий гурт, The Hawks, вважали одним із найкращих у Канаді. Рік Данко також грав на акустичному басу (разом з Левоном Гелмом на барабанах) в альбомі The Hallmark Sessions (1961 рік, лейбл Art of Life) джаз-гітариста Ленні Бро.  

### The Hawks (1960–1964)
Хокінс запросив Данко приєднатися до The Hawks як ритм-гітариста. Приблизно в цей же час, басист The Hawks Ребел Пейн був звільнений Хокінсом, який, не гаючи часу, доручив Данко освоїти бас при допомозі інших членів гурту. До вересня 1960, він був басистом Хокінса, використовуючи шестиструнний бас Fender VI, потім перейшовши на Fender Jazz Bass.
Незабаром до них приєдналися піаніст Річард Мануель і органіст Гарт Хадсон. The Hawks грали з Хокінсом до середини 1963. Сварка в тому році між Данко і Хокінсом призвела до того, що Данко, Левон Хелм, Роббі Робертсон, Мануель і Хадсон повідомили йому свою позицію протягом двох тижнів на початку 1964 року і розлучилися з Хокінсом на досить дружніх умовах. Група планувала покинути Хокінса і грати разом як гурт без фронтмена, як команда рівноправних 	
учасників.

### До The Band (1964–1968)
Данко і колишні „яструби“ спочатку грали як секстет Левона Хелма (the Levon Helm Sextet), з саксофоністом Джеррі Пенфаундом, пізніше стали The Canadian Squires (Канадські зброєносці), після того як Пенфаунд залишив їх, і, нарешті, були названі Levon and the Hawks (Левон і Яструби). Граючи в окрузі, що простягнувся дугою від Онтаріо до Арканзасу, вони стали відомі як "найкращий клятий бар-гурт в краю".
До 1965 року, з двома синглами за поясом, записаними як Канадські зброєносці (the Canadian Squires), вони зустріли легендарного блюзового гармоніста і вокаліста Сонні Бой Вільямсона II і планували співпрацю з ним як тільки він повернеться в Чикаго. На жаль для гурту (який продовжував грати чотири місяці концерти в Нью-Джерсі), Вільямсон помер через два місяці після їхньої зустрічі, і співпраці ніколи не відбулося.
У серпні 1965 року, Мері Мартін, помічник менеджера Боба Ділана (і пізніше The Band) Альберта Ґроссмана, почув музику гурту, який був зараз відомий як Левон і Яструби (Levon and The Hawks). Ґроссман сказав Ділану, який був вражений їхньою музикою. Гурт виступав у популярному в Сомерс-Пойнті, Нью-Джерсі, клубі Tony Marts, і клерк Ґроссмана закликав клуб поговорити з Левоном і гуртом про тур з Бобом Діланом. Левон, який був не надто радий, неохоче погодився, і гурт став групою Ділана. Характер туру Ділана став надто великим для Хелма, який пішов в листопаді. За травень 1966, Ділан і четвірка, що залишилася (разом з випадковими барабанщиками, включаючи актора/музиканта Міккі Джонса) подорожувала по Америці, Австралії та Європі, граючи нові версії класики Ділана. Після останніх шоу в Англії, Ділан повернувся в свій новий будинок в місто Вудсток, штат Нью-Йорк, і „яструби“ приєдналися до нього незабаром після цього.

### The Band(1968–1977)

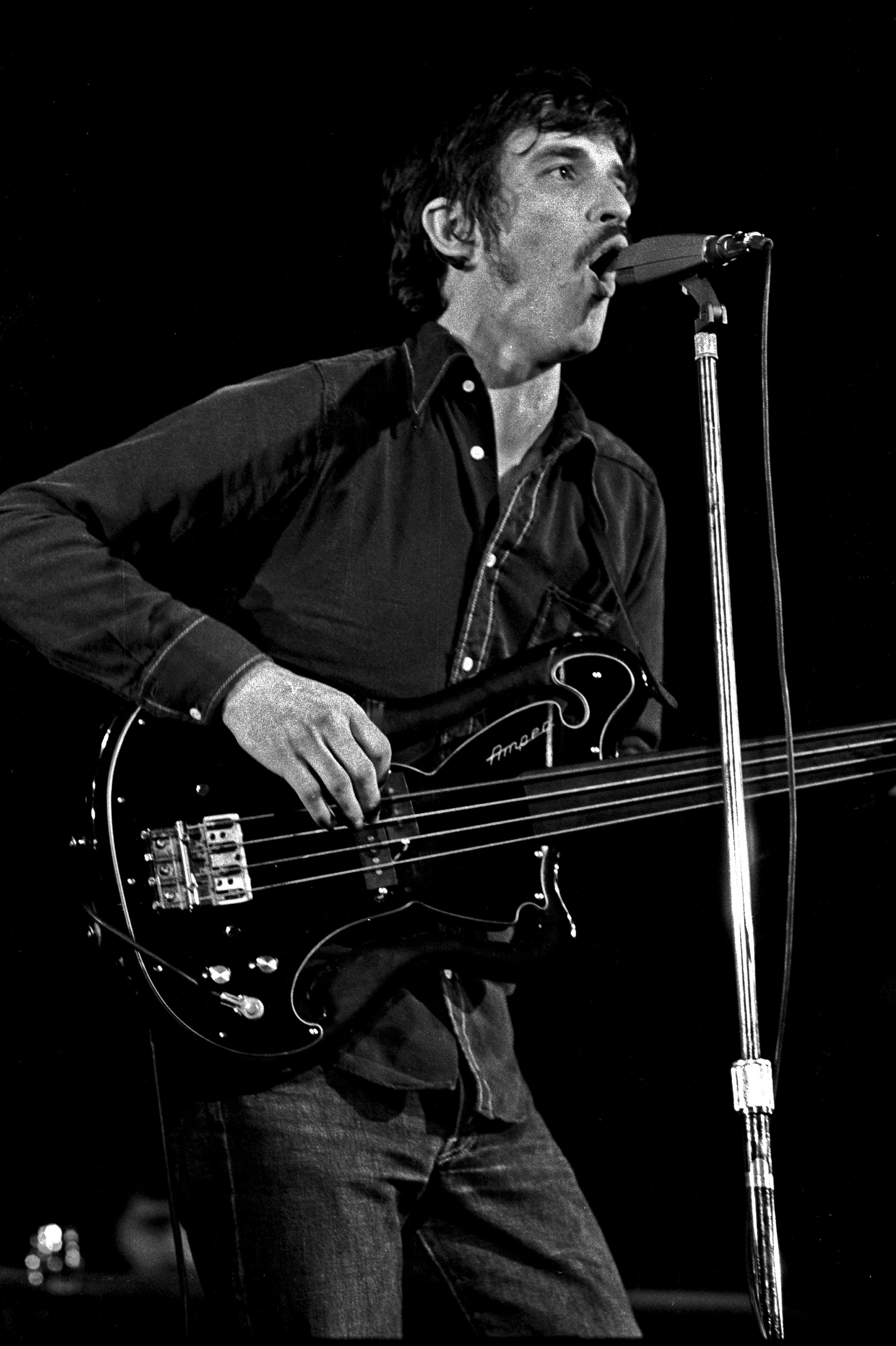
Данко виступає з The Band в Гамбурзі, 1971 р.

Саме Данко знайшов рожевий будинок на провулку Парнас в місті Соґертіс, штат Нью-Йорк, який став відомий як "Big Pink". Данко, Хадсон та Мануель переїхали туди, і Робертсон розташувався поблизу. Музичні сесії The Band з Діланом відбувалися в підвалі Big Pink, у період з червня по жовтень 1967 року, створювались записи, які були офіційно випущені в 1975 році як альбом The Basement Tapes. У жовтні The Hawks розпочали демо-записи для свого першого альбому, в цьому місяці Хелм знову приєднується до гурту. Їхній менеджер, Альберт Ґроссман, забезпечив їм угоду з Capitol Records про запис в кінці 1967 року.
З січня по березень 1968 року The Band записав свій дебютний альбом Music From Big Pink в студіях звукозапису в Нью-Йорку і Лос-Анджелесі. В цьому альбомі Данко співав провідний вокал у трьох піснях: "Caledonia Mission", "Long Black Veil" і "This Wheel's on Fire", які Данко написав у співавторстві з Діланом. 
Перш, ніж The Band міг просувати альбом гастролями, Данко серйозно постраждав в автомобільній аварії, зламавши шию і спину в шести місцях, що поклало його на витягування протягом декількох місяців. У той час як він був на витягуванні, подруга Данко, Ґрейс Селднер, повідомила Ріка, що вона вагітна і він освідчився на лікарняному ліжку. Коли вони одружилися, Рік був ще в шийному комірі. The Band нарешті зробив свій концертний дебют у Вінтерленді Білла Ґрехема в Сан-Франциско в квітні 1969 року.
До цього часу вони вже важко працювали над їх однойменним другим альбомом. На цьому записі, іноді відомому як "The Brown Album" (Коричневий альбом), Данко співав ті пісні, що стануть двома піснями з його почерком - і двома найулюбленішими класичними піснями групи: химерна історія-пісня "When You Awake" і болісно гостра "Unfaithful Servant". Обидві пісні є прикладом талантів Данко як ведучого співака і продемонстрували його природно тужливий голос.
Данко показаний в документальному фільмі Festival Express про тур всіх зірок по Канаді в 1970 році. У поїзді він співає експромт версію пісні "Ain't No More Cane" з Джеррі Ґарсія і Дженіс Джоплін.
Альбоми The Band визначені кожним учасником — лірикою і гітарною роботою Робертсона, барабанами і південним голосом Хелма, схожим до співу Рей Чарльза вокалом і складними ритмами клавішних Мануеля, і аранжуваннями на асортименті інструментів Хадсона і тенором Данко, його гармоніями на вершині мелодії, і його ударним, мелодійним стилем гри на басі, які були невід'ємною частиною звучання гурту. В інтерв'ю з Guitar Player Данко назвав басистів Джеймса Джемерсона, Рона Картера, Едгара Вілліса і Чака Рейні, які на нього вплинули. Він зрештою перейшов з Fender Jazz Bass до безладової моделі Ampeg і пізніше Gibson Ripper для концерту The Last Waltz.

### Пізніші роки (1977–1999)
Після того як The Band відіграв свій прощальний концерт ("Останній вальс") у Вінтерленді в листопаді 1976, Клайвом Дейвісом був запропонований контракт Данко із Arista Records, що зробило його першим членом гурту, який записав сольний альбом.
Випущений в 1977 році, його однойменний дебют (альбом "Rick Danko") характеризується залученням кожного з його колишніх товаришів по гурту на додаток до Ронні Вуда, Еріка Клептона, Дуґа Зама, Блонді Чапліна і брата Данко - Террі Данко. Альбом спочатку був записаний на каліфорнійській студії The Band, Шанґрі-Ла (Shangri-La). Незначні продажі альбому надали йому статус рідкісного. Після того як він записав невиданий наступний альбом, Данко був виключений з Arista. Наступний альбом був нарешті випущений як частина Cryin' Heart Blues 2005-го року.

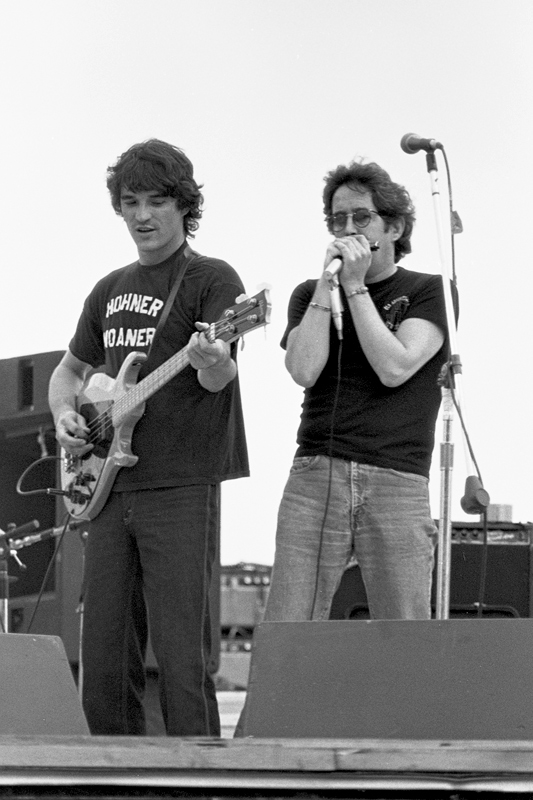
Рік Данко з Полом Баттерфілдом, Woodstock Reunion, 1979

На початку 1979 року Данко відкривав шоу для Боза Скаґса. Також в 1979 році, Данко і Пол Баттерфілд гастролювали разом як Danko/Butterfield Band. Серед пісень, які вони перегравали була "Sail On, Sailor", оригінально записана The Beach Boys, з Блонді Чапліном, який гастролював з Danko/Butterfield на гітарі і вокалі.
З 1983 по 1999 Данко чергував діяльність між реформованою версією The Band за участю Хелма, Хадсона і гітариста Джима Вейдера (і з 1983 по 1986 Мануеля); сольною кар'єрою; і співпрацями, включаючи відзначену нагородою роботу зі співаком-піснярем Еріком Андерсеном та норвежцем Йонасом Ф'єльдом як Danko/Fjeld/Andersen.
У 1984 році Данко приєднався до учасників the Byrds, the Flying Burrito Brothers та інших в гастрольній компанії під назвою "The Byrds Twenty-Year Celebration" ("Святкування двадцятиріччя The Byrds"). Кілька учасників цього гурту виконували сольні пісні на початку шоу, в тому числі й Данко, який виконував "Mystery Train" ("Таємничий поїзд"). У 1989 році він гастролював з Левоном Хелмом і Гартом Хадсоном як частина першого All-Starr Band Рінго Старра (Ringo Starr & His All-Starr Band).
Данко співав у піснях Pink Floyd "Комфортне оніміння" і "Мати", спершу з Ваном Моррісоном, Роджером Вотерсом і Левоном Хелмом, і востаннє з Хелмом і Шинейд О'Коннор 21 липня 1990, у сценічній постановці Роджера Вотерса The Wall Concert in Berlin. Він записував демо-записи і зробив ряд появ на альбомах інших артистів протягом 1980-х і 1990-х років, і в 1997 році випустив Rick Danko in Concert. Два роки потому був випущений третій сольний альбом (Live on Breeze Hill), і Данко працював над четвертим (Times Like These) на час його смерті.
У той же час, The Band, (без Роббі Робертсона і Річарда Мануеля), записав ще три альбоми, і Данко спільно з Ф'єльдом і Андерсеном - два тріо-альбоми, Danko/Fjeld/Andersen в 1991 році і Ridin' on the Blinds в 1994 році. До цього часу Данко набрав велику вагу, і його алкогольна та наркотична залежності посилилися. У 1996 році Данко був визнаний винним в отриманні пакету героїну поштою в Японії. Він отримав два з половиною роки умовно.
У 1994 році Данко був введений у Залу слави рок-н-ролу як учасник The Band.

### Смерть

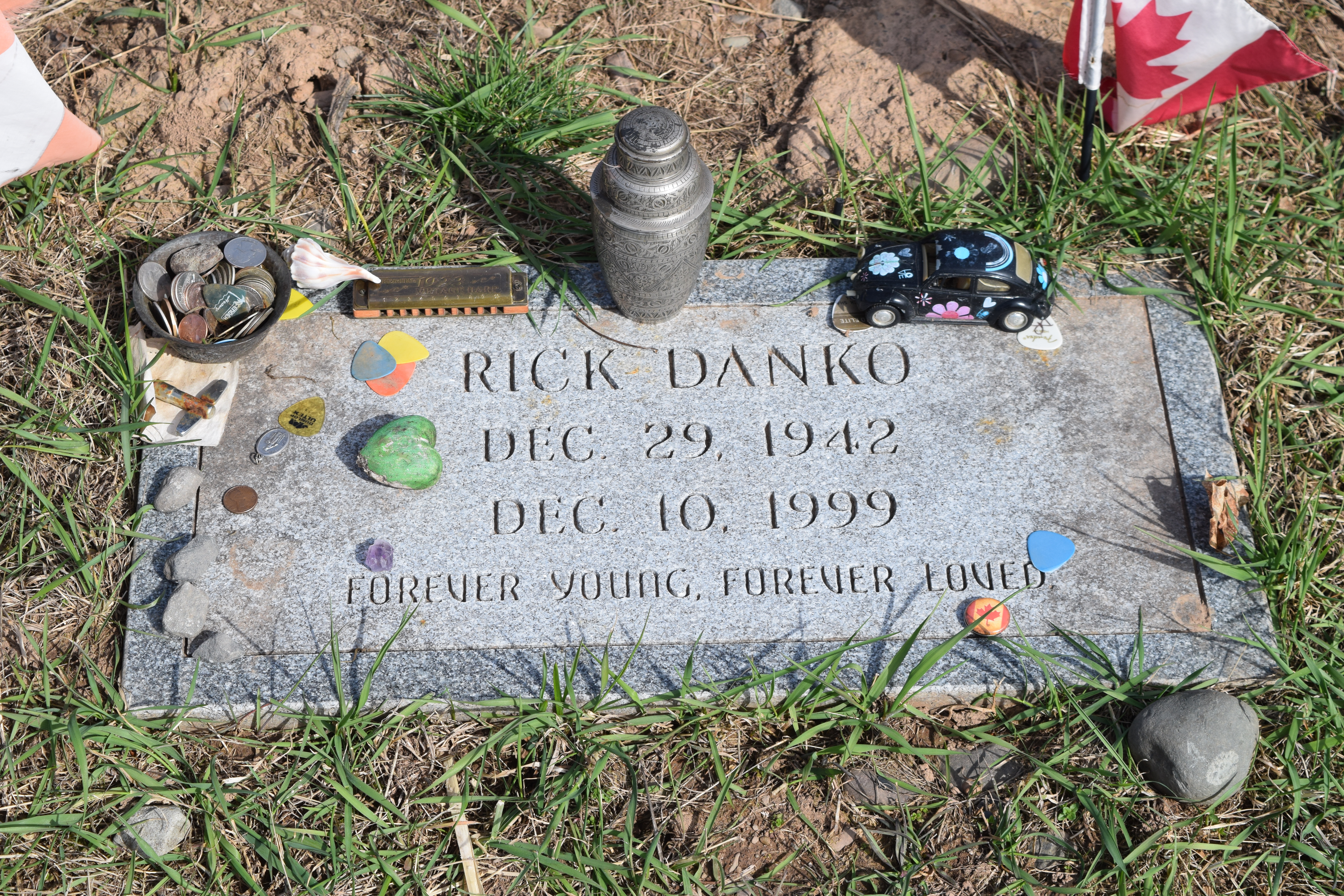
Могила Ріка Данко на Вудстоцькому кладовищі, 19 квітня 2015. Зверніть увагу, що вона має вигравіруваний неправильний рік народження.

На 10 грудня 1999 року, через кілька днів після закінчення короткого туру по Середньому Заходу, який включав два концерти в області Чикаго і останній виступ у The Ark в Енн-Арбор, штат Мічиган, Данко помер уві сні у своєму будинку в Марблтауні, недалеко Вудстоку, штат Нью-Йорк. Причина смерті була пов'язана із серцевою недостатністю, що виникла через роки алкоголізму, наркотичної залежності та збільшеної ваги.
Його пережила дружина, Елізабет (померла у серпні 2013 року), пасинок, Джастін; і дочка, Ліза, від першого шлюбу. 
Його син Елі, також від його першого шлюбу, помер у 1989 році у віці 17 років від задухи після важкого пияцтва.
Рік був похований поруч із Елі на Вудстоцькому кладовищі у Вудстоку, штат Нью-Йорк. Елізабет Данко згодом була похована поряд із могилою Ріка.

## Дискографія
- Дискографія The Band

- Rick Danko (1977)
- Rick Danko in Concert (1997)
- Live on Breeze Hill  (1999)
- Times Like These (2000)
- Cryin' Heart Blues (2005)
- At Dylan's Cafe (2007; живий сольний концерт записаний у Вашингтоні, округ Колумбія, 8 грудня 1987)
- Live at the Tin Angel, 1999 (2011)
- Live at Uncle Willy's, 1989 (2011)
- Live at the Iron Horse, Northampton 1995 (2011; з Блонді Чапліном і Едом Керхером)
- Live at Caffè Lena – Tompkins Square Records (2013)

з Danko/Fjeld/Andersen
- Danko/Fjeld/Andersen (1991)
- Ridin' on the Blinds (1994)
- One More Shot (2002)

з Річардом Мануелем
- Whispering Pines: Live at the Getaway (2002; записаний наживо в Соґертісі, штат Нью-Йорк, 12 жовтня 1985)
- Live at O'Tooles Tavern (2009; записаний наживо в Скрентоні, Пенсільванія, 12 грудня 1985)
- Live at the Lone Star Cafe, 1984 (2011; з Полом Баттерфілдом)

## Фільмографія
- 1978: The Last Waltz
- 1986: Man Outside
- 1987: Rick Danko's Electric Bass Techniques (домашнє відео)
- 1990: The Wall – Live in Berlin
- 1993: The 30th Anniversary Concert Celebration
- 2003: Festival Express